# René Préval
René Garcia Préval (wym. [ʁəne pʁeval]; ur. 17 stycznia 1943 w Port-au-Prince, zm. 3 marca 2017 tamże) – haitański polityk, prezydent Haiti od 7 lutego 1996 do 7 lutego 2001 i ponownie od 14 maja 2006 do 14 maja 2011.

## Życiorys
Syn agronoma Claude Prévala. Poszedł w ślady ojca i w 1963 roku wyjechał do Belgii, gdzie studiował rolnictwo. Ukończył studia o tym kierunku na Akademii Rolniczej Gembloux. Naukę kontynuował na Uniwersytecie w Pizie, który ukończył na kierunku nauk geotermalnych. W 1970 roku w celach zarobkowych przeprowadził się do Nowego Jorku. Na Haiti powrócił pięć lat później i zajął tam stanowisko w Narodowym Instytucie Zasobów Mineralnych. W 1988 roku otworzył piekarnię w Port-au-Prince. Włączył się w charytatywną akcję dostarczania chleba biednym dzieciom. Na przełomie lat 80. i 90. włączył się w politykę zostając zwolennikiem Jeana-Bertranda Aristide'a i członkiem ruchu Lavalas. W okresie od 13 lutego do 11 października 1991 roku pełnił urząd premiera. Od władzy odsunięty został w wyniku wojskowego zamachu stanu z 30 września tego samego roku. Udał się na emigrację, z której powrócił w 1994 roku po likwidacji reżimu. W 1995 roku wystartował w wyborach prezydenckich. Dzięki poparciu ze strony Aristide'a odniósł w nich zwycięstwo. Urząd prezydenta objął 7 lutego 1996 roku. W 1996 roku utworzył odrębną od Lavalas partię polityczną o nazwie Organizacja Polityczna Lavalas. W 2001 roku wraz z zakończeniem kadencji zrzekł się urzędu. W lutym 2006 roku ponownie wystartował w wyborach prezydenckich z ramienia koalicji Lespwa. Odniósł wyborcze zwycięstwo. Drugą kadencję na urzędzie prezydenta rozpoczął 14 maja tego samego roku. Jego mandat zakończył się w 2011 roku. René Préval umarł 3 marca 2017 roku w stolicy kraju. Nie ujawniono przyczyn zgonu.

## Życie prywatne
Jego drugą żoną od 1997 była haitańska dyplomatka, Géri Benoît wywodzącą się z miejscowości Cazale zamieszkałej przez potomków polskich legionistów wysłanych na Haiti przez Napoleona. Po raz trzeci ożenił się w 2009 roku z ekonomistką Elisabeth Débrosse.